# Acacia saltilloensis
Acacia saltilloensis är en ärtväxtart som först beskrevs av Nathaniel Lord Britton och Joseph Nelson Rose, och fick sitt nu gällande namn av Maria de Lourdes Rico. Acacia saltilloensis ingår i släktet akacior, och familjen ärtväxter. Inga underarter finns listade i Catalogue of Life.